# Perth River
Der Perth River ist ein Fluss im Westen der Südinsel Neuseelands.

## Geographie
Der Perth River entspringt an der Gletscherzunge des Perth Glacier in den Neuseeländischen Alpen. Dieser Gletscher ist der südöstlichste Gletscherbruch des Garden of Eden, dessen südliche Gletscherbrüche alle über Bäche und anschließend den Perth River entwässern. Am Fuße des Abel Glacier liegt der kleine Gletschersee Abel Lake. Nach der Aufnahme der Schmelzwässer fließt der Fluss um die Südost- und Südwestflanke des 2196 m hohen The Great Unknown, nimmt das Wasser des Barlow River auf und mündet in westlicher Fließrichtung in den Whataroa River, der nordwestlich unterhalb des Abut Head in die Tasmansee entwässert.

## Infrastruktur
Wenige Kilometer nordwestlich der Mündung des Perth River überquert der New Zealand State Highway 6 den Whataroa River bei der kleinen Ansiedlung Whataroa. Am Fluss entlang bis zu einer Hütte an der südlichen Spitze der Ausläufer des The Great Unknown führt ein vom Department of Conservation gepflegter Wanderweg.